# Tour du Haut-Var 2016
La 48e édition du Tour du Haut-Var a eu lieu du 20 au 21 février 2016. La course fait partie du calendrier UCI Europe Tour 2016 en catégorie 2.1.
L'épreuve a été remportée par le Français Arthur Vichot (FDJ), vainqueur de la deuxième étape, qui s'impose au cumul des places devant neuf coureurs qui finissent dans le même temps dont l'Espagnol Jesús Herrada (Movistar) deuxième et l'Italien Diego Ulissi (Lampre-Merida) troisième du classement final.
Arthur Vichot s'adjuge également le classement par points tandis que le Luxembourgeois Ben Gastauer (AG2R La Mondiale) gagne celui de la montagne. Le Tchèque Petr Vakoč (Etixx-Quick Step) finit meilleur jeune et la formation espagnole Movistar meilleure équipe.

## Présentation

### Équipes
Classé en catégorie 2.1 de l'UCI Europe Tour, le Tour du Haut-Var est par conséquent ouvert aux WorldTeams dans la limite de 50 % des équipes participantes, aux équipes continentales professionnelles, aux équipes continentales et aux équipes nationales.
Dix-neuf équipes participent à ce Tour du Haut-Var - huit WorldTeams, six équipes continentales professionnelles et cinq équipes continentales :
| UCI WorldTeams   | UCI WorldTeams | UCI WorldTeams |
| Nom de l'équipe  | Pays           | Code           |
| ---------------- | -------------- | -------------- |
| AG2R La Mondiale | France         | ALM            |
| BMC Racing       | États-Unis     | BMC            |
| Cannondale       | États-Unis     | CPT            |
| Etixx-Quick Step | Belgique       | EQS            |
| FDJ              | France         | FDJ            |
| Katusha          | Russie         | KAT            |
| Lampre-Merida    | Italie         | LAM            |
| Movistar         | Espagne        | MOV            |

| Équipes continentales professionnelles | Équipes continentales professionnelles | Équipes continentales professionnelles |
| Nom de l'équipe                        | Pays                                   | Code                                   |
| -------------------------------------- | -------------------------------------- | -------------------------------------- |
| Androni Giocattoli-Sidermec            | Italie                                 | AND                                    |
| Cofidis                                | France                                 | COF                                    |
| Delko-Marseille Provence-KTM           | France                                 | DMP                                    |
| Direct Énergie                         | France                                 | DEN                                    |
| Fortuneo-Vital Concept                 | France                                 | FVC                                    |
| Wanty-Groupe Gobert                    | Belgique                               | WGG                                    |

| Équipes continentales                 | Équipes continentales | Équipes continentales |
| Nom de l'équipe                       | Pays                  | Code                  |
| ------------------------------------- | --------------------- | --------------------- |
| Armée de Terre                        | France                | ADT                   |
| HP BTP-Auber 93                       | France                | AUB                   |
| Roubaix Métropole européenne de Lille | France                | RML                   |
| Verandas Willems                      | Belgique              | VWT                   |
| Wallonie Bruxelles-Group Protect      | Belgique              | WBC                   |

## Étapes
| Étape     | Date    | Villes étapes                           | type            | Distance (km) | Vainqueur d'étape | Leader du classement général |
| --------- | ------- | --------------------------------------- | --------------- | ------------- | ----------------- | ---------------------------- |
| 1re étape | 20 fév. | Le Cannet-des-Maures – Bagnols-en-Forêt | étape vallonnée | 153           | Tom-Jelte Slagter | Tom-Jelte Slagter            |
| 2e étape  | 21 fév. | Draguignan – Draguignan                 | étape vallonnée | 206,8         | Arthur Vichot     | Arthur Vichot                |

## Déroulement de la course

### 1reétape
| Classement de l'étape | Classement de l'étape | Classement de l'étape | Classement de l'étape       | Classement de l'étape |
|                       | Coureur               | Pays                  | Équipe                      | Temps                 |
| --------------------- | --------------------- | --------------------- | --------------------------- | --------------------- |
| 1er                   | Tom-Jelte Slagter     | Pays-Bas              | Cannondale                  | en 3 h 53 min 3 s     |
| 2e                    | Arthur Vichot         | France                | FDJ                         | m.t                   |
| 3e                    | Mikaël Cherel         | France                | AG2R La Mondiale            | m.t                   |
| 4e                    | Jesús Herrada         | Espagne               | Movistar                    | m.t                   |
| 5e                    | Julien Simon          | France                | Cofidis                     | m.t                   |
| 6e                    | Diego Ulissi          | Italie                | Lampre-Merida               | m.t                   |
| 7e                    | Francesco Gavazzi     | Italie                | Androni Giocattoli-Sidermec | m.t                   |
| 8e                    | Alexey Tsatevitch     | Russie                | Katusha                     | m.t                   |
| 9e                    | Petr Vakoč            | Tchéquie              | Etixx-Quick Step            | m.t                   |
| 10e                   | Patrick Bevin         | Nouvelle-Zélande      | Cannondale                  | m.t                   |
| modifier              |                       |                       |                             |                       |

| Classement général | Classement général | Classement général | Classement général          | Classement général |
|                    | Coureur            | Pays               | Équipe                      | Temps              |
| ------------------ | ------------------ | ------------------ | --------------------------- | ------------------ |
| 1er                | Tom-Jelte Slagter  | Pays-Bas           | Cannondale                  | en 3 h 53 min 3 s  |
| 2e                 | Arthur Vichot      | France             | FDJ                         | m.t                |
| 3e                 | Mikaël Cherel      | France             | AG2R La Mondiale            | m.t                |
| 4e                 | Jesús Herrada      | Espagne            | Movistar                    | m.t                |
| 5e                 | Julien Simon       | France             | Cofidis                     | m.t                |
| 6e                 | Diego Ulissi       | Italie             | Lampre-Merida               | m.t                |
| 7e                 | Francesco Gavazzi  | Italie             | Androni Giocattoli-Sidermec | m.t                |
| 8e                 | Alexey Tsatevitch  | Russie             | Katusha                     | m.t                |
| 9e                 | Petr Vakoč         | Tchéquie           | Etixx-Quick Step            | m.t                |
| 10e                | Patrick Bevin      | Nouvelle-Zélande   | Cannondale                  | m.t                |
| modifier           |                    |                    |                             |                    |

### 2eétape
| Classement de l'étape | Classement de l'étape | Classement de l'étape | Classement de l'étape | Classement de l'étape |
|                       | Coureur               | Pays                  | Équipe                | Temps                 |
| --------------------- | --------------------- | --------------------- | --------------------- | --------------------- |
| 1er                   | Arthur Vichot         | France                | FDJ                   | en 5 h 15 min 11 s    |
| 2e                    | Jesús Herrada         | Espagne               | Movistar              | m.t                   |
| 3e                    | Alexis Vuillermoz     | France                | AG2R La Mondiale      | m.t                   |
| 4e                    | Petr Vakoč            | Tchéquie              | Etixx-Quick Step      | m.t                   |
| 5e                    | Diego Ulissi          | Italie                | Lampre-Merida         | m.t                   |
| 6e                    | Angélo Tulik          | France                | Direct Énergie        | m.t                   |
| 7e                    | Julien Simon          | France                | Cofidis               | m.t                   |
| 8e                    | Giovanni Visconti     | Italie                | Movistar              | m.t                   |
| 9e                    | Maxime Bouet          | France                | Etixx-Quick Step      | m.t                   |
| 10e                   | Mikaël Cherel         | France                | AG2R La Mondiale      | m.t                   |
| modifier              |                       |                       |                       |                       |

## Classements finals

### Classement général final
| Classement général final | Classement général final | Classement général final | Classement général final    | Classement général final |
|                          | Coureur                  | Pays                     | Équipe                      | Temps                    |
| ------------------------ | ------------------------ | ------------------------ | --------------------------- | ------------------------ |
| 1er                      | Arthur Vichot            | France                   | FDJ                         | en 9 h 8 min 14 s        |
| 2e                       | Jesús Herrada            | Espagne                  | Movistar                    | m.t                      |
| 3e                       | Diego Ulissi             | Italie                   | Lampre-Merida               | m.t                      |
| 4e                       | Julien Simon             | France                   | Cofidis                     | m.t                      |
| 5e                       | Petr Vakoč               | Tchéquie                 | Etixx-Quick Step            | m.t                      |
| 6e                       | Mikaël Cherel            | France                   | AG2R La Mondiale            | m.t                      |
| 7e                       | Francesco Gavazzi        | Italie                   | Androni Giocattoli-Sidermec | m.t                      |
| 8e                       | Giovanni Visconti        | Italie                   | Movistar                    | m.t                      |
| 9e                       | Maxime Bouet             | France                   | Etixx-Quick Step            | m.t                      |
| 10e                      | Patrick Bevin            | Nouvelle-Zélande         | Cannondale                  | m.t                      |
| modifier                 |                          |                          |                             |                          |

### Classements annexes
| Classement par points | Classement par points | Classement par points | Classement par points | Classement par points |
| --------------------- | --------------------- | --------------------- | --------------------- | --------------------- |
|                       | Coureur               | Pays                  | Équipe                | Point(s)              |
| 1er                   | Arthur Vichot         | France                | FDJ                   | 45 points             |
| 2e                    | Jesús Herrada         | Espagne               | Movistar              | 34 pts                |
| 3e                    | Tom-Jelte Slagter     | Pays-Bas              | Cannondale            | 25 pts                |
| modifier              |                       |                       |                       |                       |

| Classement de la montagne | Classement de la montagne | Classement de la montagne | Classement de la montagne | Classement de la montagne |
| ------------------------- | ------------------------- | ------------------------- | ------------------------- | ------------------------- |
|                           | Coureur                   | Pays                      | Équipe                    | Point(s)                  |
| 1er                       | Ben Gastauer              | Luxembourg                | AG2R La Mondiale          | 50 points                 |
| 2e                        | Antoine Duchesne          | Canada                    | Direct Énergie            | 28 pts                    |
| 3e                        | Romain Hardy              | France                    | Cofidis                   | 28 pts                    |
| modifier                  |                           |                           |                           |                           |

| Classement du meilleur jeune | Classement du meilleur jeune | Classement du meilleur jeune | Classement du meilleur jeune | Classement du meilleur jeune |
|                              | Coureur                      | Pays                         | Équipe                       | Temps                        |
| ---------------------------- | ---------------------------- | ---------------------------- | ---------------------------- | ---------------------------- |
| 1er                          | Petr Vakoč                   | Tchéquie                     | Etixx-Quick Step             | en 9 h 8 min 14 s            |
| 2e                           | Lilian Calmejane             | France                       | Direct Énergie               | + 9 s                        |
| 3e                           | Lawson Craddock              | États-Unis                   | Cannondale                   | + 9 s                        |
| modifier                     |                              |                              |                              |                              |

| Classement par équipes | Classement par équipes | Classement par équipes | Classement par équipes |
|                        | Équipe                 | Pays                   | Temps                  |
| ---------------------- | ---------------------- | ---------------------- | ---------------------- |
| 1re                    | Movistar               | Espagne                | en 27 h 24 min 46 s    |
| 2e                     | AG2R La Mondiale       | France                 | + 11 s                 |
| 3e                     | Etixx-Quick Step       | Belgique               | + 14 s                 |
| modifier               |                        |                        |                        |

### UCI Europe Tour
Ce Tour du Haut-Var attribue des points pour l'UCI Europe Tour 2016, y compris aux coureurs faisant partie d'une équipe ayant un label WorldTeam. De plus la course donne le même nombre de points individuellement à tous les coureurs pour le Classement mondial UCI 2016.
| Position           | 1er | 2e | 3e | 4e | 5e | 6e | 7e | 8e | 9e | 10e | 11e | 12e | 13e à 15e | 16e à 25e |
| Classement général | 125 | 85 | 70 | 60 | 50 | 40 | 35 | 30 | 25 | 20  | 15  | 10  | 5         | 3         |
| Par étape          | 14  | 5  | 3  |    |    |    |    |    |    |     |     |     |           |           |
| Leader, par étape  | 3   |    |    |    |    |    |    |    |    |     |     |     |           |           |

| Cycliste             | Équipe                       | Général | Étape | Leader | Total |
| -------------------- | ---------------------------- | ------- | ----- | ------ | ----- |
| Arthur Vichot        | FDJ                          | 125     | 19    | -      | 144   |
| Jesús Herrada        | Movistar                     | 85      | 5     | -      | 90    |
| Diego Ulissi         | Lampre-Merida                | 70      | -     | -      | 70    |
| Julien Simon         | Cofidis                      | 60      | -     | -      | 60    |
| Petr Vakoč           | Etixx-Quick Step             | 50      | -     | -      | 50    |
| Mikaël Cherel        | AG2R La Mondiale             | 40      | 3     | -      | 43    |
| Francesco Gavazzi    | Androni Giocattoli-Sidermec  | 35      | -     | -      | 35    |
| Giovanni Visconti    | Movistar                     | 30      | -     | -      | 30    |
| Maxime Bouet         | Etixx-Quick Step             | 25      | -     | -      | 25    |
| Patrick Bevin        | Cannondale                   | 20      | -     | -      | 20    |
| Tom-Jelte Slagter    | Cannondale                   | 3       | 14    | 3      | 20    |
| Angélo Tulik         | Direct Énergie               | 15      | -     | -      | 15    |
| Hubert Dupont        | AG2R La Mondiale             | 10      | -     | -      | 10    |
| Alexis Vuillermoz    | AG2R La Mondiale             | 5       | 3     | -      | 8     |
| Gorka Izagirre       | Movistar                     | 5       | -     | -      | 5     |
| Amaël Moinard        | BMC Racing                   | 5       | -     | -      | 5     |
| Lilian Calmejane     | Direct Énergie               | 3       | -     | -      | 3     |
| Lawson Craddock      | Cannondale                   | 3       | -     | -      | 3     |
| Julien El Fares      | Delko-Marseille Provence-KTM | 3       | -     | -      | 3     |
| Rudy Molard          | Cofidis                      | 3       | -     | -      | 3     |
| Dayer Quintana       | Movistar                     | 3       | -     | -      | 3     |
| Pieter Serry         | Etixx-Quick Step             | 3       | -     | -      | 3     |
| Chris Anker Sørensen | Fortuneo-Vital Concept       | 3       | -     | -      | 3     |
| Simon Špilak         | Katusha                      | 3       | -     | -      | 3     |
| Alexey Tsatevitch    | Katusha                      | 3       | -     | -      | 3     |

## Évolution des classements
| Étape              | Vainqueur          | Classement général | Classement par points | Classement de la montagne | Classement du meilleur jeune | Classement par équipes | Coureur le plus combatif |
| ------------------ | ------------------ | ------------------ | --------------------- | ------------------------- | ---------------------------- | ---------------------- | ------------------------ |
| 1                  | Tom-Jelte Slagter  | Tom-Jelte Slagter  | Tom-Jelte Slagter     | Lilian Calmejane          | Petr Vakoč                   | Movistar               | Alessandro De Marchi     |
| 2                  | Arthur Vichot      | Arthur Vichot      | Arthur Vichot         | Ben Gastauer              | Petr Vakoč                   | Movistar               | Ben Gastauer             |
| Classements finals | Classements finals | Arthur Vichot      | Arthur Vichot         | Ben Gastauer              | Petr Vakoč                   | Movistar               | Non décerné              |

## Liste des participants
- Liste de départ complète

| Légende                             | Légende                                                                                                  | Légende                                | Légende                                                                                                  |
| ----------------------------------- | --- | -------------------------------------- | --- |
| Num                                 | Dossard de départ porté par le coureur sur ce Tour du Haut-Var                                           | Pos                                    | Position finale au classement général                                                                    |
| Leader du classement général        | Indique le vainqueur du classement général                                                               | Leader du classement par points        | Indique le vainqueur du classement par points                                                            |
| Leader du classement de la montagne | Indique le vainqueur du classement de la montagne                                                        | Leader du classement du meilleur jeune | Indique le vainqueur du classement du meilleur jeune                                                     |
|                                     | Indique un maillot de champion national ou mondial, suivi de sa spécialité                               | #                                      | Indique la meilleure équipe                                                                              |
| NP                                  | Indique un coureur qui n'a pas pris le départ d'une étape, suivi du numéro de l'étape où il s'est retiré | AB                                     | Indique un coureur qui n'a pas terminé une étape, suivi du numéro de l'étape où il s'est retiré          |
| HD                                  | Indique un coureur qui a terminé une étape hors des délais, suivi du numéro de l'étape                   | *                                      | Indique un coureur en lice pour le classement du meilleur jeune (coureurs nés après le 1er janvier 1992) |

| AG2R La Mondiale ALM              | AG2R La Mondiale ALM    | AG2R La Mondiale ALM |
| --------------------------------- | ----------------------- | -------------------- |
| Num                               | Coureur                 | Pos                  |
| 1                                 | Ben Gastauer (LUX)      | 72e                  |
| 2                                 | François Bidard (FRA)*  | 62e                  |
| 3                                 | Mikaël Cherel (FRA)     | 6e                   |
| 4                                 | Hubert Dupont (FRA)     | 12e                  |
| 5                                 | Blel Kadri (FRA)        | AB-2                 |
| 6                                 | Pierre Latour (FRA)*    | 78e                  |
| 7                                 | Matteo Montaguti (ITA)  | 30e                  |
| 8                                 | Alexis Vuillermoz (FRA) | 14e                  |
| Directeur sportif : Didier Jannel |                         |                      |

| FDJ                                 | FDJ                      | FDJ  |
| ----------------------------------- | ------------------------ | ---- |
| Num                                 | Coureur                  | Pos  |
| 11                                  | Arthur Vichot (FRA)      | 1er  |
| 12                                  | Alexandre Geniez (FRA)   | 48e  |
| 13                                  | Matthieu Ladagnous (FRA) | 42e  |
| 14                                  | Kévin Réza (FRA)         | AB-2 |
| 15                                  | Olivier Le Gac (FRA)*    | AB-2 |
| 16                                  | Laurent Pichon (FRA)     | 95e  |
| 17                                  | Anthony Roux (FRA)       | 60e  |
| 18                                  | Benoît Vaugrenard (FRA)  | 102e |
| Directeur sportif : Thierry Bricaud |                          |      |

| BMC Racing BMC                    | BMC Racing BMC             | BMC Racing BMC |
| --------------------------------- | -------------------------- | -------------- |
| Num                               | Coureur                    | Pos            |
| 21                                | Tom Bohli (SUI)*           | AB-2           |
| 22                                | Alessandro De Marchi (ITA) | 87e            |
| 23                                | Floris Gerts (NED)*        | 43e            |
| 24                                | Amaël Moinard (FRA)        | 15e            |
| 25                                | Manuel Senni (ITA)*        | 52e            |
| 26                                | Taylor Phinney (USA)       | 57e            |
| 27                                | Peter Velits (SVK)         | 44e            |
| 28                                | Loïc Vliegen (BEL)*        | 28e            |
| Directeur sportif : Yvon Ledanois |                            |                |

| Katusha KAT                          | Katusha KAT                  | Katusha KAT |
| ------------------------------------ | ---------------------------- | ----------- |
| Num                                  | Coureur                      | Pos         |
| 31                                   | Maxim Belkov (RUS)           | 106e        |
| 32                                   | Sergey Chernetskiy (RUS)     | 27e         |
| 33                                   | Viatcheslav Kouznetsov (RUS) | 33e         |
| 34                                   | Nils Politt (GER)*           | NP-2        |
| 35                                   | Egor Silin (RUS)             | 53e         |
| 36                                   | Simon Špilak (SLO)           | 19e         |
| 37                                   | Alexey Tsatevitch (RUS)      | 24e         |
| 38                                   | Ángel Vicioso (ESP)          | 56e         |
| Directeur sportif : Dimitri Konyshev |                              |             |

| Etixx-Quick Step EQS               | Etixx-Quick Step EQS      | Etixx-Quick Step EQS |
| ---------------------------------- | ------------------------- | -------------------- |
| Num                                | Coureur                   | Pos                  |
| 41                                 | Maxime Bouet (FRA)        | 9e                   |
| 42                                 | Rodrigo Contreras (COL)*  | 105e                 |
| 43                                 | Fernando Gaviria (COL)*   | 32e                  |
| 44                                 | Nikolas Maes (BEL)        | 36e                  |
| 45                                 | Łukasz Wiśniowski (POL)   | 34e                  |
| 46                                 | Pieter Serry (BEL)        | 22e                  |
| 47                                 | Petr Vakoč (CZE)* (Route) | 5e                   |
| 48                                 | Martin Velits (SVK)       | 66e                  |
| Directeur sportif : Davide Bramati |                           |                      |

| Lampre-Merida LAM                     | Lampre-Merida LAM        | Lampre-Merida LAM |
| ------------------------------------- | ------------------------ | ----------------- |
| Num                                   | Coureur                  | Pos               |
| 51                                    | Mattia Cattaneo (ITA)    | AB-2              |
| 52                                    | Valerio Conti (ITA)*     | 26e               |
| 53                                    | Kristijan Đurasek (CRO)  | 83e               |
| 54                                    | Roberto Ferrari (ITA)    | AB-2              |
| 55                                    | Jan Polanc (SLO)*        | AB-2              |
| 56                                    | Przemysław Niemiec (POL) | 74e               |
| 57                                    | Diego Ulissi (ITA)       | 3e                |
| 58                                    | Simone Petilli (ITA)*    | 55e               |
| Directeur sportif : Simone Pedrazzini |                          |                   |

| Cannondale CPT                       | Cannondale CPT              | Cannondale CPT |
| ------------------------------------ | --------------------------- | -------------- |
| Num                                  | Coureur                     | Pos            |
| 61                                   | Patrick Bevin (NZL)         | 10e            |
| 62                                   | Lawson Craddock (USA)*      | 20e            |
| 63                                   | Joe Dombrowski (USA)        | 73e            |
| 64                                   | Phillip Gaimon (USA)        | 103e           |
| 65                                   | Ryan Mullen (IRL)*          | 104e           |
| 66                                   | Kristoffer Skjerping (NOR)* | 108e           |
| 67                                   | Toms Skujiņš (LAT)          | 39e            |
| 68                                   | Tom-Jelte Slagter (NED)     | 25e            |
| Directeur sportif : Eric Van Lancker |                             |                |

| Movistar # MOV                                 | Movistar # MOV          | Movistar # MOV |
| ---------------------------------------------- | ----------------------- | -------------- |
| Num                                            | Coureur                 | Pos            |
| 71                                             | José Herrada (ESP)      | 70e            |
| 72                                             | Jasha Sütterlin (GER)*  | 31e            |
| 73                                             | Gorka Izagirre (ESP)    | 13e            |
| 74                                             | Jesús Herrada (ESP)     | 2e             |
| 75                                             | Antonio Pedrero (ESP)   | 110e           |
| 76                                             | Dayer Quintana (COL)*   | 21e            |
| 77                                             | Marc Soler (ESP)*       | 88e            |
| 78                                             | Giovanni Visconti (ITA) | 8e             |
| Directeur sportif : José Vicente García Acosta |                         |                |

| Cofidis COF                          | Cofidis COF             | Cofidis COF |
| ------------------------------------ | ----------------------- | ----------- |
| Num                                  | Coureur                 | Pos         |
| 81                                   | Stéphane Rossetto (FRA) | 61e         |
| 82                                   | Jérôme Cousin (FRA)     | 94e         |
| 83                                   | Romain Hardy (FRA)      | 84e         |
| 84                                   | Rudy Molard (FRA)       | 17e         |
| 85                                   | Florian Sénéchal (FRA)* | AB-2        |
| 86                                   | Anthony Turgis (FRA)*   | 81e         |
| 87                                   | Julien Simon (FRA)      | 4e          |
| 88                                   | Kenneth Vanbilsen (BEL) | AB-2        |
| Directeur sportif : Jean-Luc Jonrond |                         |             |

| Direct Énergie DEN                    | Direct Énergie DEN      | Direct Énergie DEN |
| ------------------------------------- | ----------------------- | ------------------ |
| Num                                   | Coureur                 | Pos                |
| 91                                    | Thomas Voeckler (FRA)   | 40e                |
| 92                                    | Ryan Anderson (CAN)     | 86e                |
| 93                                    | Thomas Boudat (FRA)*    | 96e                |
| 94                                    | Romain Cardis (FRA)*    | 98e                |
| 95                                    | Lilian Calmejane (FRA)* | 18e                |
| 96                                    | Antoine Duchesne (CAN)  | 80e                |
| 97                                    | Tony Hurel (FRA)        | AB-2               |
| 98                                    | Angélo Tulik (FRA)      | 11e                |
| Directeur sportif : Dominique Arnould |                         |                    |

| Androni Giocattoli-Sidermec AND     | Androni Giocattoli-Sidermec AND | Androni Giocattoli-Sidermec AND |
| ----------------------------------- | ------------------------------- | ------------------------------- |
| Num                                 | Coureur                         | Pos                             |
| 101                                 | Franco Pellizotti (ITA)         | AB-2                            |
| 102                                 | Giorgio Cecchinel (ITA)         | 82e                             |
| 103                                 | Francesco Gavazzi (ITA)         | 7e                              |
| 104                                 | Marco Frapporti (ITA)           | 37e                             |
| 105                                 | Daniele Ratto (ITA)             | 85e                             |
| 106                                 |                                 |                                 |
| 107                                 | Serghei Tvetcov (ROU) (Route)   | AB-2                            |
| 108                                 | Davide Viganò (ITA)             | AB-2                            |
| Directeur sportif : Giovanni Ellena |                                 |                                 |

| Fortuneo-Vital Concept FVC          | Fortuneo-Vital Concept FVC         | Fortuneo-Vital Concept FVC |
| ----------------------------------- | ---------------------------------- | -------------------------- |
| Num                                 | Coureur                            | Pos                        |
| 111                                 | Pierrick Fédrigo (FRA)             | 45e                        |
| 112                                 | Armindo Fonseca (FRA)              | 91e                        |
| 113                                 |                                    |                            |
| 114                                 | Julien Loubet (FRA)                | 47e                        |
| 115                                 | Chris Anker Sørensen (DEN) (Route) | 16e                        |
| 116                                 | Florian Vachon (FRA)               | 46e                        |
| 117                                 | Franck Bonnamour (FRA)*            | 107e                       |
| 118                                 | Brice Feillu (FRA)                 | AB-2                       |
| Directeur sportif : Emmanuel Hubert |                                    |                            |

| Wanty-Groupe Gobert WGG                 | Wanty-Groupe Gobert WGG | Wanty-Groupe Gobert WGG |
| --------------------------------------- | ----------------------- | ----------------------- |
| Num                                     | Coureur                 | Pos                     |
| 121                                     | Gaëtan Bille (BEL)      | AB-1                    |
| 122                                     | Danilo Napolitano (ITA) | AB-2                    |
| 123                                     | Antoine Demoitié (BEL)  | 69e                     |
| 124                                     | Boris Dron (BEL)        | AB-2                    |
| 125                                     |                         |                         |
| 126                                     | Marco Minnaard (NED)    | 76e                     |
| 127                                     | Lander Seynaeve (BEL)*  | AB-2                    |
| 129                                     | Simone Antonini (ITA)   | NP-1                    |
| Directeur sportif : Jean-Marc Rossignon |                         |                         |

| Delko-Marseille Provence-KTM DMP    | Delko-Marseille Provence-KTM DMP | Delko-Marseille Provence-KTM DMP |
| ----------------------------------- | -------------------------------- | -------------------------------- |
| Num                                 | Coureur                          | Pos                              |
| 131                                 | Rémy Di Grégorio (FRA)           | 65e                              |
| 132                                 | Mikel Aristi (ESP)*              | AB-2                             |
| 133                                 | Romain Combaud (FRA)             | AB-2                             |
| 134                                 | Leonardo Duque (COL)             | 29e                              |
| 135                                 | Julien El Fares (FRA)            | 23e                              |
| 136                                 | Thierry Hupond (FRA)             | 75e                              |
| 137                                 | Christophe Laborie (FRA)         | AB-2                             |
| 138                                 | Quentin Pacher (FRA)*            | AB-2                             |
| Directeur sportif : Gilles Pauchard |                                  |                                  |

| HP BTP-Auber 93 AUB                  | HP BTP-Auber 93 AUB       | HP BTP-Auber 93 AUB |
| ------------------------------------ | ------------------------- | ------------------- |
| Num                                  | Coureur                   | Pos                 |
| 141                                  | Julien Guay (FRA)         | 68e                 |
| 142                                  | Flavien Dassonville (FRA) | 54e                 |
| 143                                  | Pierre Gouault (FRA)*     | NP-2                |
| 144                                  | Maxime Renault (FRA)      | AB-2                |
| 145                                  | Anthony Maldonado (FRA)   | 50e                 |
| 146                                  | Guillaume Levarlet (FRA)  | 35e                 |
| 147                                  | Théo Vimpère (FRA)        | 59e                 |
| 148                                  | David Menut (FRA)*        | 71e                 |
| Directeur sportif : Stéphane Javalet |                           |                     |

| Roubaix Métropole européenne de Lille RML | Roubaix Métropole européenne de Lille RML | Roubaix Métropole européenne de Lille RML |
| ----------------------------------------- | ----------------------------------------- | ----------------------------------------- |
| Num                                       | Coureur                                   | Pos                                       |
| 151                                       | Julien Antomarchi (FRA)                   | NP-2                                      |
| 152                                       | Rudy Barbier (FRA)*                       | AB-2                                      |
| 153                                       | Dieter Bouvry (BEL)*                      | AB-2                                      |
| 154                                       | Jérémy Leveau (FRA)*                      | 100e                                      |
| 155                                       | Daan Myngheer (BEL)*                      | 77e                                       |
| 156                                       | Maxime Vantomme (BEL)                     | 64e                                       |
| 157                                       | Florent Pereira (FRA)*                    | AB-2                                      |
| 158                                       | Jimmy Turgis (FRA)                        | 51e                                       |
| Directeur sportif : Frédéric Delcambre    |                                           |                                           |

| Armée de Terre ADT               | Armée de Terre ADT      | Armée de Terre ADT |
| -------------------------------- | ----------------------- | ------------------ |
| Num                              | Coureur                 | Pos                |
| 161                              | Yann Guyot (FRA)        | 97e                |
| 162                              | Julien Duval (FRA)      | AB-2               |
| 163                              | Thibault Ferasse (FRA)* | AB-2               |
| 164                              | Kévin Lebreton (FRA)*   | 41e                |
| 165                              | Jérôme Mainard (FRA)    | 58e                |
| 166                              | Benjamin Thomas (FRA)*  | 101e               |
| 167                              | Yoann Barbas (FRA)      | AB-2               |
| 168                              | Yannis Yssaad (FRA)*    | AB-2               |
| Directeur sportif : Cédric Barre |                         |                    |

| Wallonie Bruxelles-Group Protect WBC  | Wallonie Bruxelles-Group Protect WBC | Wallonie Bruxelles-Group Protect WBC |
| ------------------------------------- | ------------------------------------ | ------------------------------------ |
| Num                                   | Coureur                              | Pos                                  |
| 171                                   | Sébastien Delfosse (BEL)             | 79e                                  |
| 172                                   | Kevyn Ista (BEL)                     | 38e                                  |
| 173                                   | Antoine Warnier (BEL)*               | 90e                                  |
| 174                                   | Thomas Wertz (BEL)*                  | 93e                                  |
| 175                                   | Gaëtan Pons (BEL)*                   | 99e                                  |
| 176                                   | Florent Delfosse (BEL)*              | AB-2                                 |
| 177                                   | Thomas Deruette (BEL)*               | AB-2                                 |
| 178                                   | Grégory Habeaux (BEL)                | 67e                                  |
| Directeur sportif : Frédéric Amorison |                                      |                                      |

| Verandas Willems VWT                  | Verandas Willems VWT        | Verandas Willems VWT |
| ------------------------------------- | --------------------------- | -------------------- |
| Num                                   | Coureur                     | Pos                  |
| 181                                   | Kai Reus (NED)              | 49e                  |
| 182                                   | Brecht Dhaene (BEL)         | 92e                  |
| 183                                   | Sander Cordeel (BEL)        | AB-2                 |
| 184                                   | Stef Van Zummeren (BEL)     | 63e                  |
| 185                                   | Christophe Prémont (BEL)    | 89e                  |
| 186                                   | Elias Van Breussegem (BEL)* | AB-2                 |
| 187                                   | Tim De Troyer (BEL)         | AB-2                 |
| 188                                   | Joeri Calleeuw (BEL)        | 109e                 |
| Directeur sportif : Gautier De Winter |                             |                      |